# Alexandre Pato
Alexandre Pato (* 2. September 1989 in Pato Branco; bürgerlich Alexandre Rodrigues da Silva) ist ein ehemaliger brasilianischer Fußballspieler. 

## Karriere

### Verein

#### Anfänge
Pato spielte bereits mit drei Jahren in seiner Heimatstadt Futsal. 2002 ging der Jugendliche nach Pôrto Alegre zum SC Internacional. Sein Profidebüt absolvierte der Stürmer im Alter von 17 Jahren. 2006 gewann Pato mit Internacional die FIFA Klub-WM.

#### Pato bei der AC Mailand

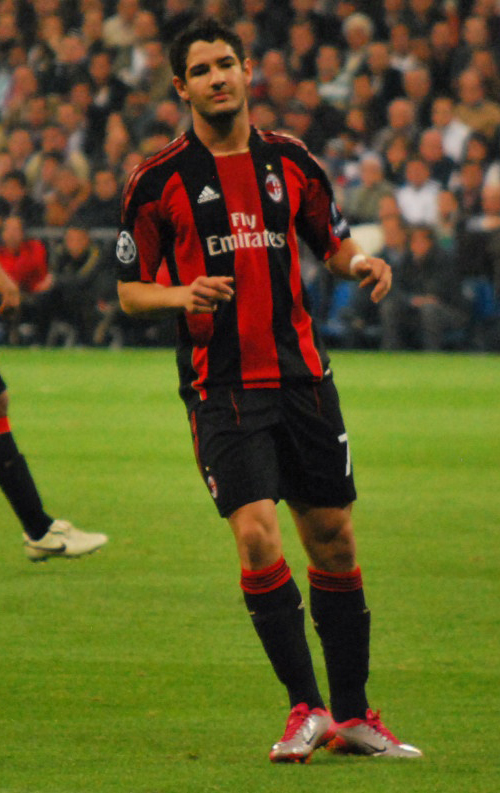
Pato im Trikot der AC Mailand (2010)

Im August 2007 wechselte Pato um die damalige Rekordtransfersumme für einen U17-Spieler von 22 Mio. Euro zur AC Mailand. Im Jahr 2007 durfte er nur an Freundschaftsspielen des Klubs teilnehmen, da er zum Zeitpunkt des Wechsels noch nicht 18 Jahre alt war. Ab dem 3. Januar 2008 war er auch in Punktspielen für die AC Mailand spielberechtigt und erzielte bei seinem Ligadebüt am 13. Januar 2008 gegen die SSC Neapel einen Treffer. In den folgenden Jahren wurde Pato immer wieder von Muskelverletzungen zurückgeworfen. In den Saisons 2009/10 und 2010/11 machte er 23 Spiele und 12 Tore bzw. 25 Spiele und 14 Toren und trug so zu seiner ersten Meisterschaft mit Milan bei. In der folgenden Saison, die er mit einem sehenswerten Tor gegen den FC Barcelona in der UEFA Champions League 24 Sekunden nach dem Anstoß begann, brachte er es nur auf elf Einsätze und ein Tor in der Liga. Zur Saison 2012/13 bekam Pato die Trikotnummer 9, die vorher der mittlerweile zurückgetretene Filippo Inzaghi getragen hatte. Nachdem er aufgrund von Verletzungen allerdings auch in der ersten Saisonhälfte einen Großteil der Spiele verpasst hatte und in vier Ligaspielen keinen Treffer erzielte, äußerte er den Wunsch, nach Brasilien zurückzukehren.

#### Rückkehr in die Heimat
Schließlich wechselte er im Januar 2013 für 15 Millionen Euro zu Corinthians São Paulo. Er unterschrieb einen Vertrag über vier Spielzeiten und erhielt die Rückennummer 7. Nach etwas über 13 Monaten bei Corinthians, für die er in der Série-A-Saison 2013 sowie in der Staatsmeisterschaft von São Paulo 2013 und 2014 auf 49 Einsätze (14 Tore) kam, wechselte er auf Leihbasis zum Stadtrivalen FC São Paulo, für den er in den Série-A-Spielzeiten 2014 und 2015 sowie der Staatsmeisterschaft von São Paulo 2015 in 76 Spielen 27 Treffer erzielte.

#### Zweiter Anlauf in Europa
Am 29. Januar 2016 wechselte Pato bis zum Ende der Saison 2015/16 auf Leihbasis in die Premier League zum FC Chelsea. Dort konnte er sich allerdings nicht durchsetzen und kam unter Trainer Guus Hiddink nur zu zwei Premier-League-Spielen, in denen er einen Treffer erzielte.
Nachdem der FC Chelsea Pato nicht fest verpflichtet hatte, wechselte er zur Saison 2016/17 in die spanische Primera División zum FC Villarreal, bei dem er einen bis zum 30. Juni 2020 datierten Vierjahresvertrag erhielt. Dort kam er zu 14 Ligaeinsätzen, in denen er zwei Tore erzielte, sowie zu drei Einsätzen (ein Tor) in der Copa del Rey, fünf Einsätzen (zwei Tore) in der UEFA Europa League und zwei Einsätzen (ein Tor) in der Champions-League-Qualifikation, in der der FC Villarreal zu Saisonbeginn gegen die AS Monaco ausgeschieden war.

#### Über China zurück nach Brasilien
Ende Januar 2017 wechselte Pato in die chinesische Super League zu Tianjin Quanjian. In der Saison 2017 erzielte er in 24 Einsätzen 15 Treffer; 2018 erzielte er ebenfalls 15 Tore in der Liga, diesmal in 23 Spielen. An den ersten zwei Spieltagen der Saison 2019, ab der der Verein als Tianjin Tianhai antrat, kam Pato nicht zum Einsatz. Am 16. März 2019 gab Pato bekannt, dass er sich mit dem Verein auf eine Vertragsauflösung geeinigt habe.
Ende März 2019 kehrte Pato zum FC São Paulo zurück, bei dem er einen Vertrag bis Ende 2022 erhielt. Im August 2020 wurde der Vertrag im gegenseitigen Einvernehmen aufgelöst.

#### USA  und Rückkehr Brasilien
Im Februar 2021 schloss sich der 31-Jährige dem MLS-Franchise Orlando City an, bei dem er einen Vertrag für die Saison 2021 erhielt. Bei dem Klub blieb er bis Saisonende 2022. Er kehrte im Anschluss in seine Heimat zurück. Im Juli 2023 unterzeichnete er einen neuen Kontrakt beim FC São Paulo. Mit dem Klub gewann er im September des Jahres die Copa do Brasil 2023, auch wenn nur Reservespieler war und zu keinem Einsatz kam.

### Nationalmannschaft
Er half der brasilianischen U-20-Auswahl, die U-20-Südamerikameisterschaft 2007 in Paraguay zu gewinnen, wodurch sich das Team für die FIFA U-20-WM 2007 in Kanada und die Olympischen Spiele 2008 in Peking qualifizierte. Bei seinem Debüt in der A-Nationalmannschaft Brasiliens im Freundschaftsspiel gegen Schweden am 26. März 2008 erzielte er den 1:0-Siegtreffer.
Trotz seiner frühen erstmaligen Nominierung wurde Pato von Nationaltrainer Dunga weder für den FIFA-Konföderationen-Pokal 2009 noch für die Weltmeisterschaft 2010 in den Kader Brasiliens berufen. Erst nach der für die brasilianische Nationalmannschaft enttäuschend verlaufenden WM in Südafrika fand Pato unter dem neuen Trainer Mano Menezes wieder Beachtung. Im Sommer 2011 wurde er schließlich für die Copa América in Argentinien nominiert.
2012 nahm er mit der Olympiaauswahl an den Olympischen Spielen in London teil, bei denen Brasilien zum ersten Mal die Goldmedaille gewinnen wollte. Im Finale musste sich Brasilien aber mit 1:2 der mexikanischen Mannschaft geschlagen geben. Er kam in allen sechs Spielen zum Einsatz und erzielte ein Tor im Spiel gegen Belarus. Für die Weltmeisterschaft 2014 in Brasilien wurde er nicht berücksichtigt, ebenso wenig wie für die im Jahr 2018.

## Erfolge
Nationalmannschaft
- FIFA-Konföderationen-Pokalsieger: 2009
- Olympische Spiele: Bronzemedaille 2008, Silbermedaille 2012
- U-20-Südamerikameister: 2007

SC Internacional
- Copa-Libertadores-Sieger: 2006
- FIFA-Klub-Weltmeister: 2006
- Recopa-Sudamericana-Sieger: 2007

AC Mailand
- UEFA-Super-Cup-Sieger: 2007
- Italienischer Meister: 2011
- Supercoppa-Italiana-Sieger: 2011

Corinthians São Paulo
- Recopa-Sudamericana-Sieger: 2013
- Sieger der Staatsmeisterschaft von São Paulo: 2013

São Paulo
- Copa do Brasil: 2023

Auszeichnungen
- Golden Boy: 2009
- Italiens Nachwuchsspieler des Jahres: 2009
- Bidone d’oro (Negativpreis): 2012